# Andrzej Buncol
Andrzej Bernard Buncol (født 21. september 1959 i Gliwice, Polen) er en tidligere polsk fodboldspiller (midtbane).
Buncols karriere strakte sig fra 1977 til 1997. Han spillede blandt andet i hjemlandet hos ligaklubberne Ruch Chorzów og Legia Warszawa, samt i Tyskland hos Bayer Leverkusen og Fortuna Düsseldorf. Med Leverkusen var han med til at vinde UEFA Cuppen i 1988, og spillede fuld tid i begge finalekampene mod spanske RCD Espanyol.
Buncol spillede desuden 51 kampe og scorede seks mål for det polske landshold. Hans debutkamp blev spillet 17. februar 1980 i en venskabskamp på udebane mod Marokko, mens hans sidste optræden for polakkerne var et VM-opgør 11. juni 1986 mod England.
Buncol var med til at vinde bronze ved VM i 1982 i Spanien. Her spillede han samtlige holdets syv kampe i turneringen, inklusive bronzekampen mod Frankrig. Han deltog også ved VM i 1986 i Mexico, hvor han spillede to af polakkernes fire kampe.

## Titler
UEFA Cup
- 1988 med Bayer Leverkusen